# Saint-Cyr (film)
Saint-Cyr je francouzské filmové drama režisérky Patricie Mazuyové z roku 2000. Námětem pro něj byl román La maison d'Esther od Yves Dangerfield. Hlavní roli Madame de Maintenon zde hraje Isabelle Huppertová. Hudbu k filmu složil John Cale a soundtrack vyšel jako Saint-Cyr. Cale s Mazuyovou později spolupracoval i na filmech Sport de filles (2011) a Paul Sanchez est revenu! (2018).

## Obsazení
| Isabelle Huppertová  | Madame de Maintenon      |
| Jean-Pierre Kalfon   | Ludvík XIV.              |
| Simon Reggiani       | opat                     |
| Jean-François Balmer | Racine                   |
| Anne Marev           | Madame de Brinon         |
| Ingrid Heiderscheidt | Sylvine de la Maisonfort |
| Nina Meurisse        | Lucie de Fontenelle      |
| Morgane Moré         | Anne de Grandcamp        |
| Bernard Waver        | François Gobelin         |
| Jérémie Renier       | François de Réans        |
| Jeanne Le Bigot      | Lucie (v dětství)        |
| Mathilde Lechasles   | Anne (v dětství)         |